# Lara Gut-Behrami
Lara Gut-Behrami (Comano, 27 april 1991) is een Zwitsers alpineskiester. De Super-G-specialiste werd Olympisch kampioene op de Super-G in Peking 2022 en in 2021 wereldkampioene op de Super-G en reuzenslalom in Cortina d'Ampezzo. In 2016 en 2024 won ze de algemene Wereldbeker alpineskiën. Op onderdelen won ze in 2024 de reuzenslalom en een record aantal van zes keer de wereldbeker op de Super-G.

## Carrière
Als 15-jarige heeft Gut in december 2006 meegedaan aan haar eerste internationale skiwedstrijd. In 2007 werd ze tweede op de afdaling bij het Juniorenwereldkampioenschap en werd Zwitsers kampioen op de Super-G.
In de Europacup bereikt Lara Gut in het seizoen 2006/2007 de tweede plaats in het eindklassement afdaling. Op 28 december 2007 deed ze voor de eerste keer mee in een wedstrijd om de wereldbeker, een reuzenslalom in Lienz. In januari 2008 won ze in Caspoggio vier Europacupwedstrijden achter elkaar (twee keer de afdeling en twee keer de Super-G). Bij haar eerste wereldbekerwedstrijd in de afdaling op 2 februari 2008 werd ze in Sankt Moritz derde. Op 20 december 2008 boekte Gut haar eerste wereldbekerzege, op de Super G, voor eigen publiek in Sankt Moritz. Tijdens de Wereldkampioenschappen alpineskiën 2009 in Val d'Isère legde ze beslag op de zilveren medaille bij de Super Combinatie en de afdaling.
Op de wereldkampioenschappen alpineskiën 2011 in Garmisch-Partenkirchen eindigde Gut als vierde op zowel de afdaling als de Super G, daarnaast eindigde ze als twintigste op de reuzenslalom. In Schladming nam ze deel aan de wereldkampioenschappen alpineskiën 2013. Op dit toernooi veroverde ze de zilveren medaille op de Super G, daarnaast eindigde ze als zevende op de reuzenslalom en als zestiende op de afdaling. Tijdens de Olympische Winterspelen van 2014 in Sotsji behaalde de Zwitserse de bronzen medaille op de afdaling, daarnaast eindigde ze als vierde op de reuzenslalom en als negende op de reuzenslalom. In het seizoen 2013/2014 won Gut de wereldbeker op de Super G.
Op de wereldkampioenschappen alpineskiën 2015 in Beaver Creek sleepte ze de bronzen medaille in de wacht op de afdaling, daarnaast eindigde ze als vijfde op de alpine combinatie en als zevende op de reuzenslalom. In het seizoen 2015/2016 pakte Gut de algemene wereldbeker als eerste Zwitserse in 21 jaar. Die prestatie leverde haar aan het einde van het jaar (2016) de uitverkiezing op tot Zwitsers Sportpersoon van het Jaar. In Sankt Moritz nam ze deel aan de wereldkampioenschappen alpineskiën 2017. Op dit toernooi veroverde ze de bronzen medaille op de Super G. Tijdens de Olympische Winterspelen van 2018 in Pyeongchang eindigde Gut als vierde op de Super G, op zowel de afdaling als de reuzenslalom bereikte ze de finish niet. 
Op de wereldkampioenschappen alpineskiën 2019 in Åre eindigde de Zwitserse als achtste op de afdaling en als negende op de Super G. In Cortina d'Ampezzo nam ze deel aan de wereldkampioenschappen alpineskiën 2021. Op dit toernooi werd ze wereldkampioene op zowel de Super G als de reuzenslalom, daarnaast behaalde ze de bronzen medaille op afdaling. 

## Privé
Op 11 juli 2018 trouwde ze met voetballer Valon Behrami.

## Resultaten

### Olympische Winterspelen
| Jaar | Plaats      | Resultaten                                                     |
| ---- | ----------- | -------------------------------------------------------------- |
| 2014 | Sotsji      | Afdaling · 4e Super G · 9e Reuzenslalom · DNF2 Supercombinatie |
| 2018 | Pyeongchang | 4e Super G DNF Afdaling DNF Reuzenslalom                       |
| 2022 | Peking      | Super G · Reuzenslalom · 16e Afdaling                          |

### Wereldkampioenschappen
| Jaar | Plaats                 | Resultaten                                                       |
| ---- | ---------------------- | ---------------------------------------------------------------- |
| 2009 | Val d'Isère            | Super Combinatie · Afdaling · 7e Super G · DNF1 Reuzenslalom     |
| 2011 | Garmisch-Partenkirchen | 4e Afdaling 4e Super G 20e Reuzenslalom DNF2 Supercombinatie     |
| 2013 | Schladming             | Super-G · 7e Reuzenslalom · 16e Afdaling · DNF2 Supercombinatie  |
| 2015 | Beaver Creek           | Afdaling · 5e Alpine combinatie · 7e Super G · DNF1 Reuzenslalom |
| 2017 | Sankt Moritz           | Super G · DNS2 Alpine combinatie                                 |
| 2019 | Åre                    | 8e Afdaling 9e Super G 21e Reuzenslalom DNS2 Alpine combinatie   |
| 2021 | Cortina d'Ampezzo      | Super G · Reuzenslalom · Afdaling · BQLF Parallelreuzenslalom    |
| 2023 | Courchevel-Méribel     | 4e Reuzenslalom 6e Super G 9 Afdaling DNS2 Alpine combinatie     |
| 2025 | Saalbach               | Team combinatie · 5e Reuzenslalom · 8e Super G · DNF Afdaling    |

### Wereldbeker
Eindklasseringen
| Seizoen   | Algm   | AD     | SL  | RS     | SG     | PAR    | SC |
| --------- | ------ | ------ | --- | ------ | ------ | ------ | -- |
| 2007/2008 | 54e    | 30e    | –   | –      | 26e    |        | –  |
| 2008/2009 | 11e    | 12e    | 45e | 9e     | 11e    | 16e    |    |
|           |        |        |     |        |        |        |    |
| 2010/2011 | 10e    | 7e     | –   | 28e    | 4e     | 30e    |    |
| 2011/2012 | 14e    | 18e    | –   | 17e    | 8e     | 30e    |    |
| 2012/2013 | 9e     | 5e     | –   | 6e     | 10e    | 4e     |    |
| 2013/2014 | Brons  | 6e     | –   | 4e     | Goud   | 15e    |    |
| 2014/2015 | 9e     | 6e     | –   | 24e    | 5e     | –      |    |
| 2015/2016 | Goud   | 4e     | 43e | Brons  | Goud   | Zilver |    |
| 2016/2017 | 4e     | Brons  | 57e | 5e     | Brons  | –      |    |
| 2017/2018 | 12e    | 10e    | –   | 23e    | Zilver | 24e    |    |
| 2018/2019 | 21e    | 18e    | –   | 26e    | 7e     | –      |    |
| 2019/2020 | 7e     | 4e     | –   | 14e    | 4e     | 23e    | –  |
| 2020/2021 | Zilver | Brons  | –   | 7e     | Goud   | Brons  |    |
| 2021/2022 | 11e    | 15e    | –   | 13e    | 6e     | 15e    |    |
| 2022/2023 | Zilver | 6e     | –   | Zilver | Goud   |        |    |
| 2023/2024 | Goud   | Zilver | –   | Goud   | Goud   |        |    |
| 2024/2025 | Zilver | 5e     | –   | 6e     | Goud   |        |    |

Wereldbekerzeges
| Nr | Datum      | Plaats                 | Onderdeel       |
| -- | ---------- | ---------------------- | --------------- |
| 01 | 20/12/2008 | Sankt Moritz           | Super G         |
| 02 | 09/01/2011 | Altenmarkt-Zauchensee  | Super G         |
| 03 | 14/12/2012 | Val d'Isère            | Afdaling        |
| 04 | 26/10/2013 | Sölden                 | Reuzenslalom    |
| 05 | 29/11/2013 | Beaver Creek           | Afdaling        |
| 06 | 30/11/2013 | Beaver Creek           | Super G         |
| 07 | 08/12/2013 | Lake Louise            | Super G         |
| 08 | 26/01/2014 | Cortina d'Ampezzo      | Super G         |
| 09 | 12/03/2014 | Lenzerheide            | Afdaling        |
| 10 | 13/03/2014 | Lenzerheide            | Super G         |
| 11 | 07/12/2014 | Lake Louise            | Super G         |
| 12 | 24/01/2015 | Sankt Moritz           | Afdaling        |
| 13 | 27/11/2015 | Aspen                  | Reuzenslalom    |
| 14 | 18/12/2015 | Val d'Isère            | Supercombinatie |
| 15 | 19/12/2015 | Val d'Isère            | Afdaling        |
| 16 | 28/12/2015 | Lienz                  | Reuzenslalom    |
| 17 | 07/02/2016 | Garmisch-Partenkirchen | Super G         |
| 18 | 19/02/2016 | La Thuile              | Afdaling        |
| 19 | 22/10/2016 | Sölden                 | Reuzenslalom    |
| 20 | 04/12/2016 | Lake Louise            | Super G         |
| 21 | 18/12/2016 | Val d'Isère            | Super G         |
| 22 | 22/01/2017 | Garmisch-Partenkirchen | Super G         |
| 23 | 28/01/2017 | Cortina d'Ampezzo      | Afdaling        |
| 24 | 21/01/2018 | Cortina d'Ampezzo      | Super G         |
| 25 | 21/02/2020 | Crans-Montana          | Afdaling        |
| 26 | 22/02/2020 | Crans-Montana          | Afdaling        |
| 27 | 10/01/2021 | St. Anton              | Super G         |
| 28 | 24/01/2021 | Crans-Montana          | Super G         |
| 29 | 30/01/2021 | Garmisch-Partenkirchen | Super G         |
| 30 | 01/02/2021 | Garmisch-Partenkirchen | Super G         |
| 31 | 26/02/2021 | Val di Fassa           | Afdaling        |
| 32 | 27/02/2021 | Val di Fassa           | Afdaling        |
| 33 | 11/12/2021 | Sankt Moritz           | Super G         |
| 34 | 15/01/2022 | Altenmarkt-Zauchensee  | Afdaling        |
| 35 | 26/11/2022 | Killington             | Reuzenslalom    |
| 36 | 15/01/2023 | Sankt Anton am Arlberg | Super G         |
| 37 | 16/03/2023 | Soldeu                 | Super G         |
| 38 | 28/10/2023 | Sölden                 | Reuzenslalom    |
| 39 | 25/11/2023 | Killington             | Reuzenslalom    |
| 40 | 14/01/2024 | Altenmarkt-Zauchensee  | Super G         |
| 41 | 28/01/2024 | Cortina d'Ampezzo      | Super G         |
| 42 | 30/01/2024 | Kronplatz              | Reuzenslalom    |
| 43 | 10/02/2024 | Soldeu                 | Reuzenslalom    |
| 44 | 16/02/2024 | Crans-Montana          | Afdaling        |
| 45 | 02/03/2024 | Kvitfjell              | Super G         |
| 46 | 26/01/2025 | Garmisch-Partenkirchen | Super G         |
| 47 | 23/03/2025 | Sun Valley             | Super G         |
| 48 | 25/03/2025 | Sun Valley             | Reuzenslalom    |